# Anoncus loderi
Anoncus loderi là một loài tò vò trong họ Ichneumonidae.